# More Great Songs
A More Great Songs című lemez a Bee Gees  együttes 1990-ben, Hollandiában kiadott válogatáslemeze. A lemez zenei anyaga megegyezik a The Bee Gees lemez második lemezével.

## Az album dalai
1. The Singer Sang His Song (Barry, Robin és Maurice Gibb) – 3:21
2. Sinking Ships (Barry, Robin és Maurice Gibb) – 2:25
3. Follow The Wind (Barry Gibb) – 2:14
4. Could It Be (Barry Gibb) – 2:11
5. To Be Or Not To Be (Barry Gibb) – 2:19
6. Please Read Me (Barry és Robin Gibb) – 2:19
7. The Three Kisses Of Love (Barry Gibb) – 1:54
8. I Was A Lover, A Leader Of Men (Barry Gibb) – 3:38
9. Claustrophobia (Barry Gibb) – 2:20
10. Cherry Red  (Barry Gibb) – 3:07
11. Theme from Jamie McPheeters (Winn, Harline) – 1:57
12. All of My Life (Barry Gibb) – 2:36
13. Every Day I Have To Cry (Some) (Alexander) – 2:13
14. Don't Say Goodbye (Barry Gibb) – 2:23
15. Take Hold Of That Star (Barry Gibb) – 2:45
16. Sir Geoffrey Saved The World (Barry, Robin és Maurice Gibb) – 2:15

## Közreműködők
- Bee Gees